# Hapalomantis orba
Hapalomantis orba är en bönsyrseart som först beskrevs av Stal 1856.  Hapalomantis orba ingår i släktet Hapalomantis och familjen Iridopterygidae. Inga underarter finns listade i Catalogue of Life.